# El cuarto protocolo (película)
El cuarto protocolo es una película de suspense  inglesa de 1987 dirigida por John Mackenzie e interpretada por Michael Caine y Pierce Brosnan. Está basada en la novela El cuarto protocolo de Frederick Forsyth.

## Argumento
En 1968, se establece un acuerdo Este - Oeste para detener la proliferación nuclear. Una de sus cláusulas, el Cuarto Protocolo, prohíbe el lanzamiento no convencional de un arma nuclear a un objetivo.
En el Reino Unido, el oficial del MI5 John Preston irrumpe en la residencia del funcionario del gobierno británico, George Berenson, en la víspera de Año Nuevo y encuentra unos archivos ultrasecretos de la OTAN que no deberían estar allí. Informa de su hallazgo al funcionario de alto rango del Servicio Secreto Británico Sir Nigel Irvine, quien se ocupa de la filtración. El método no autorizado de Preston para recuperar los documentos avergüenza al director interino del MI5, Brian Harcourt-Smith, y, como castigo por su insubordinación, Preston es relegado a los humildes "Aeropuertos y Puertos".
El mayor Valeri Petrofsky, oficial de la KGB, es enviado en una misión al Reino Unido por el general Govorshin, jefe de la KGB. El subordinado de Govorshin Pavel Borisov se queja con su viejo amigo el general Yevgeny Karpov de que su departamento ha sido despojado de recursos y personal, en particular de su oficial estrella Petrofsky. Un sorprendido Karpov investiga en silencio y se entera de la misión no autorizada de Petrofsky: violar el Cuarto Protocolo ensamblando y detonando un dispositivo atómico bajo una falsa bandera, para que parezca un accidente nuclear estadounidense en una base militar cercana, con la intención de tensar las relaciones entre Gran Bretaña y Estados Unidos, quebrar la estabilidad de la OTAN y fortalecer el movimiento antinuclear antes de una elección a favor de la Unión Soviética.
En Glasgow, un marinero soviético es atropellado por un camión mientras huía de un guardia del puerto. Entre las posesiones del muerto, Preston encuentra un disco de polonio , que solo podría ser útil como componente de un detonador para una bomba atómica. Informa a Harcourt-Smith, pero es suspendido de inmediato, ya que Harcourt-Smith cree que Preston está fabricando un incidente falso para regresar al MI5. Preston, sin embargo, tiene la confianza de Sir Bernard Hemmings, el director del MI5 gravemente enfermo, así como de Irvine, quien está feliz de eludir las directivas de Harcourt-Smith. Preston se pone a trabajar y finalmente se encuentra con Winkler, un conocido agente checo de la KGB, y lo sigue desde el aeropuerto.
Mientras tanto, Petrofsky conoce a la agente de la KGB Irina Vassilievna, una experta en bombas que se hace pasar por su esposa. Bajo su guía, ensamblan el dispositivo a partir de los artículos de contrabando y ella lo configura, delante de él, con un retraso de dos horas como acordaron. Sin el conocimiento de Petrofsky, Vassilievna sigue sus propias órdenes y restablece el retraso a cero. Después de tener sexo con Petrofsky, encuentra su propia orden secreta para eliminarla y trata de advertirle sobre la traición, pero él la mata antes de que ella pueda hablar.
Posteriormente, se observa a Petrofsky contactando a Winkler. Preston lo rastrea hasta Ipswich, lo pierde y luego lo encuentra de nuevo. Preston finalmente se da cuenta de que el objetivo de Petrofsky es RAF Baywaters y localiza la casa de Petrofsky, que se encuentra justo al lado de la base.
Cuando Petrofsky comienza a activar la bomba, en un impulso, primero revisa el temporizador y se da cuenta de que ha sido traicionado. En ese momento, un equipo de SAS irrumpe en la casa y, durante un forcejeo, Preston somete y desactiva a Petrofsky. Para indignación de Preston, uno de los miembros del equipo SAS dispara a sangre fría y mata a Petrofsky, y luego explica sin rodeos que tenía órdenes de hacerlo.
En el funeral de Hemmings, Preston no se sorprende al encontrar a Irvine reuniéndose en secreto con el general Karpov. Preston comenzó a sospechar cuando el conocido agente de la KGB Winkler fue utilizado como mensajero, lo que facilitó seguirlo, y también cuando mataron a Petrofsky en lugar de capturarlo para interrogarlo. Supuso que desacreditar a Govorshin beneficiaría tanto a Irvine como a Karpov (burlándose de ambos de que mantener el control de sus carreras es lo único que les importa). Preston no ve ningún sentido en exponerlos y se va después de expresar su desprecio por su cínico juego de poder (Irvine le asegura en secreto a Karpov que tienen control sobre Preston, mientras lo observan encubiertamente reunirse con su hijo pequeño).

## Reparto
| Actor              | Personaje                     |
| ------------------ | ----------------------------- |
| Michael Caine      | John Preston                  |
| Pierce Brosnan     | Valeri Petrofsky / James Ross |
| Ned Beatty         | Borisov                       |
| Joanna Cassidy     | Irina Vassilievna             |
| Julian Glover      | Brian Harcourt-Smith          |
| Michael Gough      | Sir Bernard Hemmings          |
| Ray McAnally       | General Karpov                |
| Ian Richardson     | Sir Nigel Irvine              |
| Anton Rodgers      | George Berenson               |
| Caroline Blakiston | Angela Berenson               |
| Joseph Brady       | Carmichael                    |
| Matt Frewer        | Tom McWhirter                 |
| Alan North         | Govershin                     |
| Ronald Pickup      | Wynne-Evans                   |
| Michael Bilton     | Kim Philby                    |

## Producción
Michael Caine leyó el borrador del manuscrito de la novela y le sugirió a Forsyth que produjeran una película juntos. Contrataron a George Axelrod para escribir un guion y a John Frankenheimer para dirigir, pero no pudieron recaudar fondos. Axelrod y Frankenheimer abandonaron el proyecto, Forsyth escribió el guion él mismo y consiguieron un nuevo productor y director.

## Localizaciones
Gran parte de la película se rodó en el distrito de Heelands de Milton Keynes ; la casa principal que se presenta está en Tranlands Brigg, Heelands, Milton Keynes. Las escenas ambientadas en el metro de Londres se rodaron en las estaciones de Charing Cross , Green Park y Aldwych . La estación de Colchester también se usó en una escena, con la estrella Michael Caine filmada de pie en las vías. Para algunos de los interiores, se utilizaron salas del King's College London on the Strand . Las escenas de "RAF Baywaters" se filmaron en la ahora desaparecida RAF Upper Heyford como una versión de la RAF Bentwaters de la vida real.. El rodaje también tuvo lugar en Finlandia . Hacia el final de la película, la persecución de coches en Ipswich en realidad se filma en Chelmsford en la circunvalación A1016 Chelmer Valley que en ese momento era de nueva construcción. Una toma muestra helicópteros volando bajo el puente Orwell , que a menudo se considera un punto de referencia local.
Eastbourne Mews, W2, se utilizó como lugar de rodaje de la casa de John Preston (Michael Caine).

## Recepción

### Taquilla
La película debutó en el n º 4 en la taquilla con $3.6 millones en venta de boletos o entradas de cine. En el Reino Unido ganó £ 766,413.

### Críticas
Rotten Tomatoes le dio a la película una puntuación retrospectiva del 67% según las reseñas de 21 críticos.
El crítico de cine de The Globe and Mail, Jay Scott , dijo que "la película es entretenida en un nivel rudimentario, que nunca debe tomarse en serio. En las raras ocasiones en que se eleva por encima del material, es porque Pierce Brosnan es escalofriantemente eficaz como un asesino con la temperatura corporal de una serpiente. Por lo demás, la historia es poco más que Misión Imposible rebobinada con fuerza para la era de la glasnost". Scott elogió la excelente actuación de Michael Caine, pero se quejó de que "el papel le permite mostrar solo una de las tres dimensiones que pudo proporcionar en su interpretación del padre en The Whistle Blower (1986)".
La Guía de películas y videos de Halliwell lo describió como un "thriller de espionaje muy competente pero de alguna manera anticuado", y le otorgó una estrella de cuatro posibles. Citado en la guía de Halliwell, Daily Variety afirmó que "hay una sensación incómoda de que todo el asunto podría haberse convertido mejor en una excelente miniserie". John Ferguson le otorgó dos estrellas de cinco por Radio Times, afirmando que "lo que una vez hizo para entretener la lectura de verano ahora parece aburrido y no particularmente relevante".

## Película vs. novela
- La película se abre con el asesinato de Kim Philby, quien ya ha planeado la operación, porque sabe demasiado. En el libro, sigue siendo una figura clave.
- La película comienza con Preston irrumpiendo en la casa de Berenson para exponerlo como un traidor. En la novela, Jim Rawlings, un ladrón profesional, roba las joyas del piso de Berenson. En el proceso, descubre copias ilegales de documentos clasificados en un maletín. Como ciudadano patriota, los toma y los envía de forma anónima al MI5. El personaje de Rawlings se omite de la película y no se persigue la trama paralela de la eliminación de las joyas robadas. En la película, Preston toma las joyas e Irvine las devuelve a Berenson. En la novela, el perista de Rawlings desmonta las joyas y luego se las entregan al pulidor de diamantes que trabaja para el perista después de que lo torturan y lo matan. Los contactos de Berenson tienen una réplica hecha de las joyas con piedras de circonio y luego las depositan permanentemente en su banco.
- Se omitió la trama política del libro para permitir que el Partido Laborista ganara las elecciones generales y permitir que los comunistas tomaran el control del partido.
- La película elimina una gran parte del libro con respecto a la investigación de Preston sobre Jan Marais en Sudáfrica.
- El personaje del ensamblador en el libro es un hombre, aunque el apellido es el mismo. Lo matan rompiéndole el cuello en un bosque en lugar de recibir un disparo en la cama.
- En la novela, el marinero soviético es atacado por matones callejeros y luego se suicida saltando desde el último piso de un hospital, mientras que en la película es atropellado por un camión.
- En el libro, la historia de Berenson está vinculada al complot atómico porque proporciona una forma para que Irvine envíe un mensaje falso a Karpov sugiriendo que la operación fracasó. Karpov, temeroso de un escándalo, envía a Winkler, su peor agente, para ayudar a Preston a encontrar a Petrofsky, con la esperanza de que, a cambio, Irvine se asegure de que se suprima cualquier escándalo. El tema es de canales secundarios entre individuos en los servicios de inteligencia opuestos que trabajan para contrarrestar el oportunismo peligroso dentro de sus gobiernos. El final de la película implica que Irvine y Karpov tienen una colaboración mucho más cínica simplemente para ayudar en sus carreras.
- Sir Nigel Irvine es un personaje presentado mucho más positivamente en el libro, donde apoya a Preston porque realmente respeta sus habilidades, hace matar a Petrofsky para socavar a la KGB sin ir a la guerra (y en el libro, Preston acepta esto con una leve decepción en lugar de la pura ira que muestra en la película), y hace arreglos para que Preston consiga un lucrativo trabajo en el sector privado para poder ganar la custodia exclusiva de su hijo pequeño.
- Brian Harcourt-Smith es un idiota tanto en la película como en el libro, pero la película lo ignora durante todo el tercer acto. En el libro, su mal manejo de la situación con Petrofsky lleva a los altos líderes del MI-5 a rechazar su nombramiento como director general, y él, enojado, renuncia para aceptar un trabajo en un banco.